# HGTV (Polonia)
HGTV è una emittente televisiva polacca gestita e di proprièta di TVN che trasmette in lingua polacca.

## Palinsesto
- House hunters – Poszukiwacze domów
- Hawajski sen
- Zarobić na remoncie
- Zarobić na remoncie - Las Vegas
- Chcę mieszkać przy plaży
- Zarobić na remoncie - Atlanta
- Poszukiwacze zabytkowych domów
- Wakacyjny dom za darmo
- Poszukiwacze domów
- Nowe życie na Bahamach
- Kup, wyremontuj, wynajmij
- Nowe życie na wyspie
- Nowe życie na Karaibach
- Nowe życie na Hawajach
- Kupujemy dom na plaży
- Kupujemy dom nad jeziorem
- Niezwykłe domy
- Łowcy domów do remontu
- Postaw na dom
- Siostry w akcji
- Maja in the garden